# Linamar
Linamar est un équipementier automobile canadien spécialisée dans l'usinage. Son siège social est situé à Guelph, en Ontario.

## Histoire
Linamar a été fondé en 1966.
En octobre 2015, une OPA est déposé sur la société Montupet par Linamar, qui travaillaient déjà avec Montupet. L'opération est finalisée en janvier 2016.
En décembre 2017, Linamar annonce l'acquisition de MacDon Group, une entreprise spécialisée dans le matériel agricole, basée dans le Manitoba, pour 1,2 milliard de dollars canadiens.

## Principaux actionnaires
Au 23 septembre 2021:
| Frank Hasenfratz (en)            | 24,0% |
| Letko Brosseau (en)              | 9,61% |
| Fidelity Management & Research   | 8,21% |
| MFS Investment Management Canada | 7,64% |
| Linda S. Hasenfratz              | 7,03% |
| CIBC Asset Management            | 4,38% |
| Dimensional Fund Advisors        | 2,85% |
| Fidelity Investments Canada      | 1,82% |
| The Vanguard Group               | 1,81% |
| RBC Global Asset Management      | 1,47% |